# Karim Günes

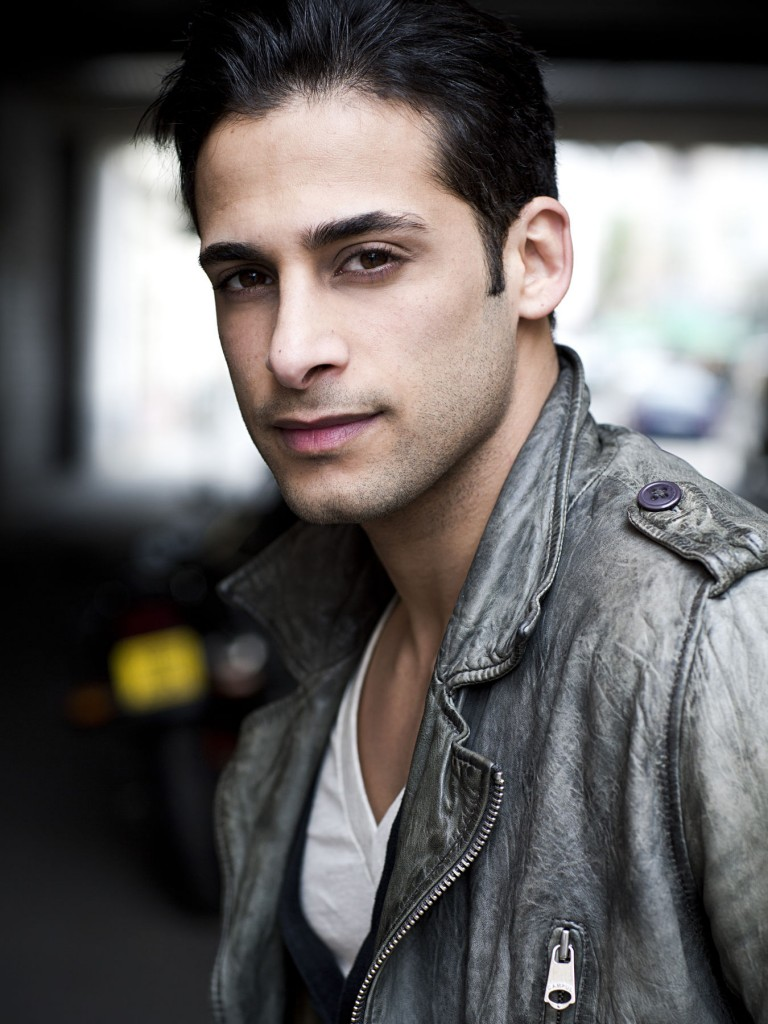
Karim Günes, vor 2014

Karim Düzgün Günes (* 25. April 1986 in Tunceli, Türkei) ist ein türkisch-deutscher Schauspieler.

## Leben
Karim Günes lebte bis zu seinem vierten Lebensjahr in der Türkei. Dann zog er mit seiner Familie nach Moers in Nordrhein-Westfalen und besuchte dort das Gymnasium Adolfinum. Vor seiner Filmkarriere begann Günes seine Laufbahn als Model für zahlreiche Modelabels, wie Hugo Boss und Replay. Seine erste Filmrolle übernahm er 2009 und beendete damit seine Modelkarriere.

## Karriere
Seine erste Filmrolle übernahm Günes von 2009 bis 2012 als Hauptrolle Kaya Sahin  in der Fernsehserie Das Haus Anubis, die 2010 mit dem Kids Choice Award und Quotenmeter unter der Kategorie „Lieblingsserie“ ausgezeichnet wurde. Nach dem Erfolg der Serie war er auch 2012 im gleichnamigen Kinofilm Das Haus Anubis – Pfad der 7 Sünden als Kaya Sahin auf der Leinwand zu sehen. In weiteren Hauptrollen arbeitete er mit Filmregisseuren wie dem oscarnominierten Marc-Andreas Bochert und dem preisgekrönten Lars-Gunnar Lotz zusammen. Ab 2015 wurde er dem Fernsehpublikum als Kaan Gül in der Serie Dr. Klein bekannt. Im Jahre 2016 stand er für den vierten Teil der Kinoverfilmung Bibi und Tina unter der Regie von Detlev Buck vor der Kamera. Des Weiteren hatte er als Hauptkommissar Karim Uthman eine feste Hauptrolle in der erfolgreichen ZDF-Krimi-Reihe Stralsund neben Alexander Held, Katharina Wackernagel, Wanja Mues und Michael Rotschopf.

## Filmografie (Auswahl)
- 2009–2012: Das Haus Anubis
- 2012: Das Haus Anubis – Pfad der 7 Sünden (Kinofilm; Hauptrolle)
- 2014: Mordkommission Istanbul – Ausgespielt
- 2014: Krüger aus Almanya (Hauptrolle)
- 2014–2015: Unter uns (Nebenrolle)
- 2015–2017: Dr. Klein (35 Episoden)
- 2015: Soko Stuttgart – Faustrecht (Episodenhauptrolle)
- 2015: Hayat Sarkisi (international)
- 2015: Letzte Ausfahrt Gera – Acht Stunden mit Beate Zschäpe
- 2016: SOKO Köln – Letzte Meile (Episodenhauptrolle)
- 2016–2023: Stralsund (Hauptrolle)
  - 2016: Vergeltung
  - 2017: Kein Weg zurück
  - 2018: Das Phantom
  - 2018: Waffenbrüder
  - 2019: Schattenlinien
  - 2019: Doppelkopf
  - 2020: Blutlinien
  - 2022: Die rote Linie
  - 2023: Der lange Schatten
  - 2023: Tote Träume
- 2016: Krügers Odyssee
- 2016: Bibi & Tina: Tohuwabohu Total (Kinofilm)
- 2018: Wuff – Folge dem Hund
- 2019: In Wahrheit: Still ruht der See
- 2019: Zimmer mit Stall – Berge versetzen (Fernsehfilm)
- 2019: Notruf Hafenkante – Patentochter (Fernsehserie)
- 2020: Tatort – Kein Mitleid, keine Gnade (Fernsehreihe)
- 2020: König der Raben
- 2020: In Berlin wächst kein Orangenbaum
- 2022: Morden im Norden – Blitzerkrieg (Fernsehserie)
- 2022: Rheingold
- 2022: SOKO Leipzig: Blinde Flecken (Fernsehserie)
- 2024: Servus, Euer Ehren – Endlich Richterin (Fernsehfilm)
- 2025: Einspruch, Schatz! – Herzenswünsche (Fernsehreihe)